# Bornum (Zerbst)
Bornum ist ein Ortsteil der gleichnamigen Ortschaft der Stadt Zerbst/Anhalt im Landkreis Anhalt-Bitterfeld in Sachsen-Anhalt, Deutschland.

## Geografie
Das Dorf Bornum am Südwestrand des Fläming liegt am südlichen Nuthe-Arm, dessen Tal sich in Richtung Zerbst verbreitert. Die Umgebung ist durch sanfte Hügel gekennzeichnet. Der Möllelberg nahe dem Ortsteil Kleinleitzkau erreicht 109 m ü. NHN. Bornum ist knapp zehn Kilometer von Zerbst und etwa zwölf Kilometer von Dessau-Roßlau entfernt.
Die Ortschaft Bornum bildet sich durch die Ortsteile Bornum (114 Einwohner), Garitz (207 Einwohner), Kleinleitzkau (91 Einwohner) und Trüben (66 Einwohner).

## Geschichte
Die Trübener Dorfkirche taucht 1213 erstmals in einer Urkunde auf.
Das Dorf Garitz wurde 1259 erstmals urkundlich erwähnt. Ein Johannes de Gardiz (aus dem Geschlecht von Redern) wird als Zeuge in einer Urkunde genannt, in der bekundet wird, dass Richard von Zerbst die Stadt von dem Zolle befreit hat. 1350 hieß der Ort Gartz, ein Name, der slawischen Ursprungs ist. Ab 1572 sind die Ortsbezeichnung Garitz und die Existenz eines Rittergutes mit Schäferei, Brauerei und Brennerei verbrieft. Die Herren von Redern verkauften diesen Besitz an einen Zweig der Familie von Davier, der bis 1893 auf Garitz regierte. Danach erwarb die Familie Lahne aus Niegripp das Rittergut, die es 52 Jahre lang bewirtschaftete. Nach der Enteignung und im Zuge der Bodenreform erfolgte nach 1945 eine Aufteilung des Besitzes an die ehemaligen Landarbeiter und an Heimatvertriebene aus Schlesien. Von dem Gut ist heute im Ortsbild fast nichts mehr erkennbar.
Im Zuge der Zerbster Teilung kam Bornum, das zuvor zum Fürstentum Anhalt-Zerbst gehörte, zum Fürstentum Anhalt-Köthen. 1847 verstarb Herzog Heinrich kinderlos, womit die Linie Anhalt-Köthen erlosch und Bornum zum Fürstentum Anhalt-Dessau gelangte.
Am 20. Juli 1950 wurde die bis dahin eigenständige Gemeinde Trüben nach Bornum eingemeindet.
Am 20. Juli 1950 wurde die bis dahin eigenständige Gemeinde Kleinleitzkau nach Garitz eingemeindet.
Am 1. Januar 1974 wurde die bis dahin eigenständige Gemeinde Garitz mit dem zugehörigem Ortsteil Kleinleitzkau nach Bornum eingemeindet.
Bis zum 31. Dezember 2009 war Bornum eine selbständige Gemeinde mit den zugehörigen Ortsteilen Garitz, Kleinleitzkau und Trüben. Am 1. Januar 2010 erfolgte die Eingemeindung nach Zerbst.

## Religion

### Evangelisch-lutherische Kirchengemeinde
Bornum wurde durch die um 1530 durchgeführte Reformation evangelisch-lutherisch. Die Kirche in Bornum wurde am 24. Oktober 1886 eingeweiht, ihre Kirchengemeinde gehört zum Regionalpfarramt Zerbst-Lindau im Kirchenkreis Zerbst der Evangelischen Landeskirche Anhalts.

### Römisch-katholische Kuratie
Nach dem Zweiten Weltkrieg kamen durch die Flucht und Vertreibung Deutscher aus Mittel- und Osteuropa ab 1945 wieder Katholiken in größerer Zahl nach Bornum und in die umliegenden Ortschaften, so dass am 15. September 1945 Kaplan Ambrosius Rohloff nach Bornum zog und dort und in den umliegenden Orten die katholische Seelsorge übernahm. Er wohnte im evangelischen Pfarrhaus, seine Gottesdienste fanden in der evangelischen Kirche von Bornum statt. Von 1945 an wurden in Bornum auch katholische Kirchenbücher geführt. Am 10. April 1946 wurde in Bornum eine katholische Gemeinde gegründet, die am 1. November 1947 zur Kuratie der Pfarrei Zerbst erhoben wurde und der anfangs weit über 1000 Katholiken angehörten. Da es damals im Raum Bornum außerhalb der Landwirtschaft nur wenige Arbeitsplätze gab, zogen viele der Neubürger wieder weiter, so dass die Zahl der Katholiken bereits ab 1948 wieder erheblich sank.
Ab 1. Dezember 1958 wurde der Neupriester Markus Hillebrand als Nachfolger von Ambrosius Rohloff als Kuratus von Bornum ernannt, er blieb bis 1963 in Bornum tätig. Ihm folgten Ludwig Rother und ab 1969 Wolfgang Janotta, der bis 1974 in Bornum blieb. Danach wurde die Kuratie Bornum aufgrund des Priestermangels nicht mehr besetzt und mit der Kuratie Hundeluft vereinigt. Eine katholische Kapelle, Kirche oder Pfarrhaus konnte in Bornum nie errichtet werden. 1978 wohnten im Bezirk der Kuratie Bornum noch rund 450 Katholiken. Heute gehören Katholiken in Bornum zur Pfarrei Heilige Familie mit Sitz in Roßlau, die nächstliegende katholische Kirche ist St. Jacobus der Ältere in Zerbst.

## Politik

### Ortschaftsrat
Als Ortschaft der Stadt Zerbst/Anhalt übernimmt ein so genannter Ortschaftsrat die Wahrnehmung der speziellen Interessen des Ortes innerhalb bzw. gegenüber den Stadtgremien. Er wird aus neun Mitgliedern gebildet.

### Bürgermeister
Der letzte Bürgermeister der Gemeinde war Mario Rudolf. Von 2001 bis 2009. Davor war sein Vater Helmut Rudolf von 1968 an 33 Jahre ununterbrochen Bürgermeister.
Als weiteres ortsgebundenes Organ fungiert der Ortsbürgermeister, dieses Amt wird zurzeit von Mario Rudolf wahrgenommen.

### Wappen
| | Blasonierung: „In Silber ein blauer schräglinks Wellenbalken, begleitet oben von einem grünen Lindenblatt, unten von einem schwarzen Mühlenrad.“ |
| Wappenbegründung: Die Farben des Ortes sind Grün - Weiß (Silber). Der Wellenbalken symbolisiert den Wasserlauf der Nuthe. Das Mühlenrad stellt die ehemaligen Wassermühlen dar, die aufgrund der Wasserläufe in allen vier Ortsteilen der Gemeinde vorhanden waren. Das Lindenblatt bringt das Grün (Lindenalleen) in den Orten der Gemeinde zum Ausdruck. Das Wappen wurde am 4. Juli 1994 durch das Regierungspräsidium Dessau genehmigt und im Landesarchiv Sachsen-Anhalt unter der Wappenrollennummer 34/1994 registriert. | |

## Sehenswürdigkeiten

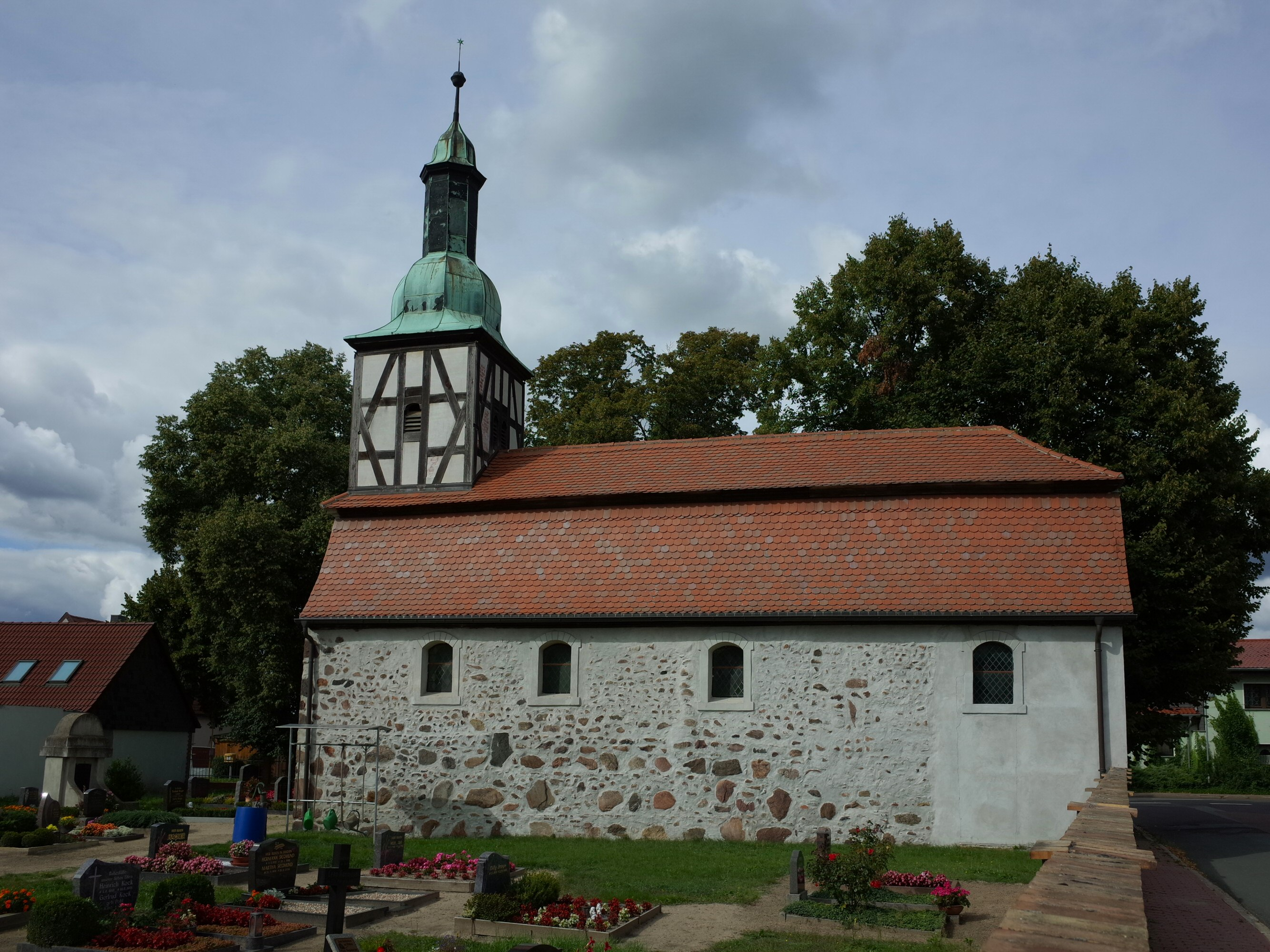
Dorfkirche Garitz

- Ortsteil Trüben: Feldsteinkirche aus dem 13. Jahrhundert
- Ortsteil Garitz:

- Die Feldsteinkirche in der Ortsmitte des Dorfes steht unter Denkmalschutz. Ihre erstmalige Erwähnung geht in das 14. Jahrhundert zurück. Belegt mit der 1. Glocke aus diesem Jahrhundert und die 2. Glocke aus 1748. In der Kirche stehen zwei Rittersteine mit 16 Wappen auf jeder Seite 8, für Carl Friedrich von Davier und Heinrich Ludwig von Davier. In diesem Zeitraum hinein fällt auch die Vergrößerung, durch einen Anbau, die Renovierung und Deckengestaltung mit drei ovalen Gemälden und die Errichtung eines neuen Altars. Dieser Altar ist eine Barockschnitzerei mit Säulen und dem Gemälde der Kreuzigung und der Stifterfamilie des Heinrich Ludwig von Davier, wie dies die Inschrift zum Ausdruck bringt. Die Wandgemälde wurden während der Zeit des Nationalsozialismus übertüncht und konnten auch bei der Renovierung 1976 nicht mehr gerettet werden. Die Kirche wurde 1994 mit Fördermitteln und Spenden neu saniert und dabei altes Aussehen wiederhergestellt. Seit 2020 wurden die Fenster der Kirche von dem britischen Bildhauer Tony Cragg neu gestaltet. Die Erneuerung der Fenster ist Teil des Projekts Lichtungen, in dessen Rahmen renovierungsbedürftige Fenster in Kirchen der Anhaltinischen Landeskirche durch Gegenwartskünstler neu gestaltet werden.
- Im gleichen Zusammenhang ist der alte Dorfbackofen zu erwähnen. Er trägt das Alter der Kirche und ist noch voll funktionstüchtig. Er wurde ebenfalls neu saniert. Durch den Heimat- und Backofenverein wird dieser mehrmals im Jahr zum Brot- und Kuchenbacken genutzt. Die jährlichen Höhepunkte sind Himmelfahrt, Pfingsten (Backofenfest) und Erntedankfest.
- Die Alte Stärkefabrik wurde um 1900 vom Bruder des letzten Rittergutsbesitzer erbaut. Das ehemalige Fabrikgebäude wurde liebevoll saniert. Es dient heute als multifunktionales Dorfzentrum mit Nutzern wie dem Naturparkverein Fläming und der Stiftung Entschlossene Kirchen. Das Kulturhaus (heute: Gaststätte und Hotel am Weinberg) wurde 1976 von der LPG im typischen DDR-Baustil, der die Funktion im Vordergrund sah, erbaut. Auf der Giebelseite befindet sich ein übergroßes Glasornament mit Friedenstaube, Hammer, Zirkel und Ährenkranz.

## Verkehrsanbindung
Die Landesstraße 121 (ehemals Bundesstraße 187a) von Zerbst/Anhalt nach Coswig (Anhalt) führt durch die Bornumer Ortsteile Trüben und Garitz. In Garitz kreuzt die Kreisstraße 1255 von Dobritz nach Dessau-Roßlau die L 121. Außerdem fährt die Buslinie 455 durch Bornum mit dieser kommt man nach Zerbst oder in weitere Zerbster Ortsteile. In der Stadt Zerbst besteht Bahnanschluss (Strecke Magdeburg–Dessau-Roßlau). 

## Persönlichkeiten
- Siegfried Bethmann (1915–1993), Komponist und Arrangeur
- Wolfgang Bethmann (1920–1990), Zahnarzt und Hochschullehrer